# Haley Ishimatsu
Haley Dyan Ishimatsu (* 10. September 1992 in Bellflower) ist eine US-amerikanische Wasserspringerin. Sie startet im 10-m-Turmspringen und mit Mary Beth Dunnichay im 10-m-Synchronspringen.
Sie nahm an den Olympischen Spielen 2008 in Peking teil und erreichte vom 10-m-Turm im Halbfinale Platz 14, im 10-m-Synchronspringen wurde sie mit Dunnichay Fünfte. Ihr bislang größter Erfolg war der Gewinn der Silbermedaille bei der Weltmeisterschaft 2009 in Rom im 10-m-Synchronspringen.
Auch bei den Panamerikanischen Spielen 2007 in Rio de Janeiro war sie erfolgreich. Vom Turm gewann sie Silber, im Synchronwettbewerb Bronze.
Ishimatsu hat japanische Wurzeln, die Familie lebt aber bereits in vierter Generation in den USA. Auch ihre Schwester Victoria ist eine auf nationaler Ebene erfolgreiche Wasserspringerin.